# بابا شوهی
بابا شوهی ((به ژاپنی: 馬場 正平 Baba Shōhei); ۲۳ ژانویهٔ ۱۹۳۸ – ۳۱ ژانویهٔ ۱۹۹۹) بازیکن بیسبال، و کشتی‌گیر کشتی حرفه‌ای اهل ژاپن بود.وی در ۶۱ سالگی در گذشت.